# Monte Nerone
Der Monte Nerone ist ein Gipfel im Apennin von Umbrien-Marche, mit einer Gipfelhöhe von 1525 m s.l.m.
Etwa 200 Höhenmeter unterhalb des Gipfels befinden sich zwei Schutzhütten und ein winziges Skigebiet. Am Gipfel befinden sich Sendemasten des RAI. Die RAI-Signale erreichen auch Empfänger in Istrien.

## Radsport
2009 war die Passhöhe in 1409 Meter Bestandteil der schweren 16. Etappe des Giro d’Italia. Beim Giro d’Italia Donne 2025 endete die 7. Etappe mit einer Bergankunft auf dem Monte Nerone. 

## Galerie

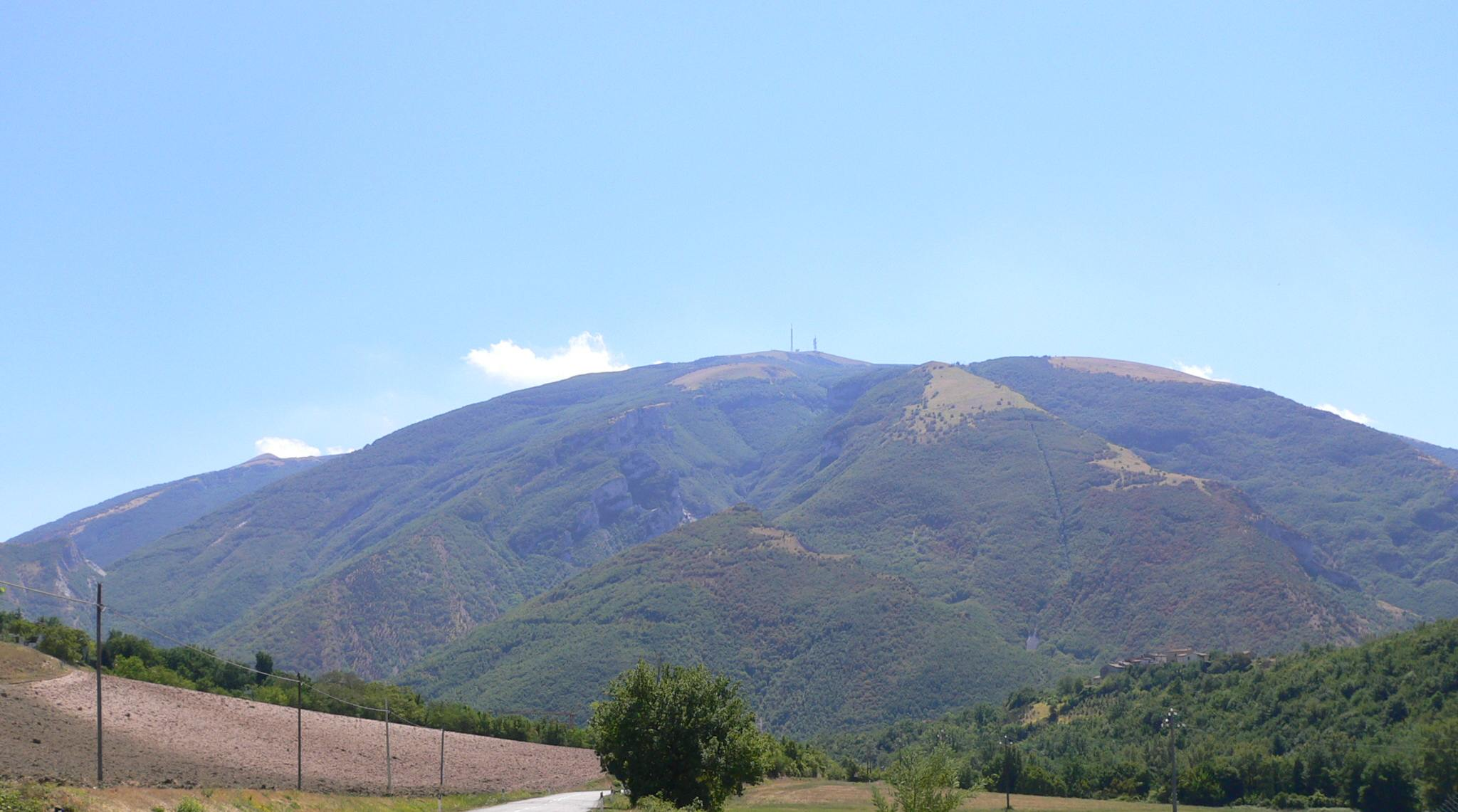
Von Piobbico
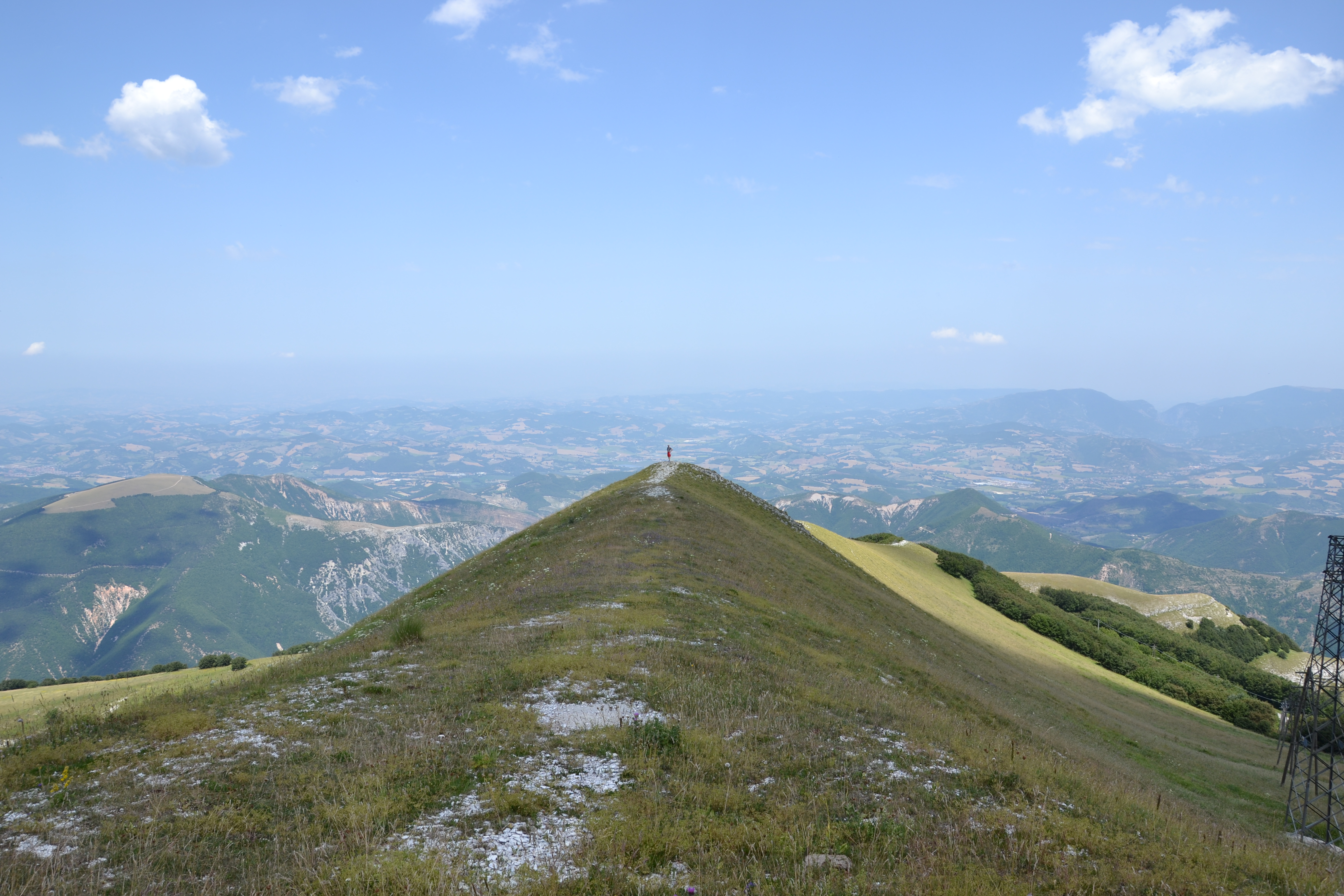
Blick vom Monte Nerone Richtung Südost
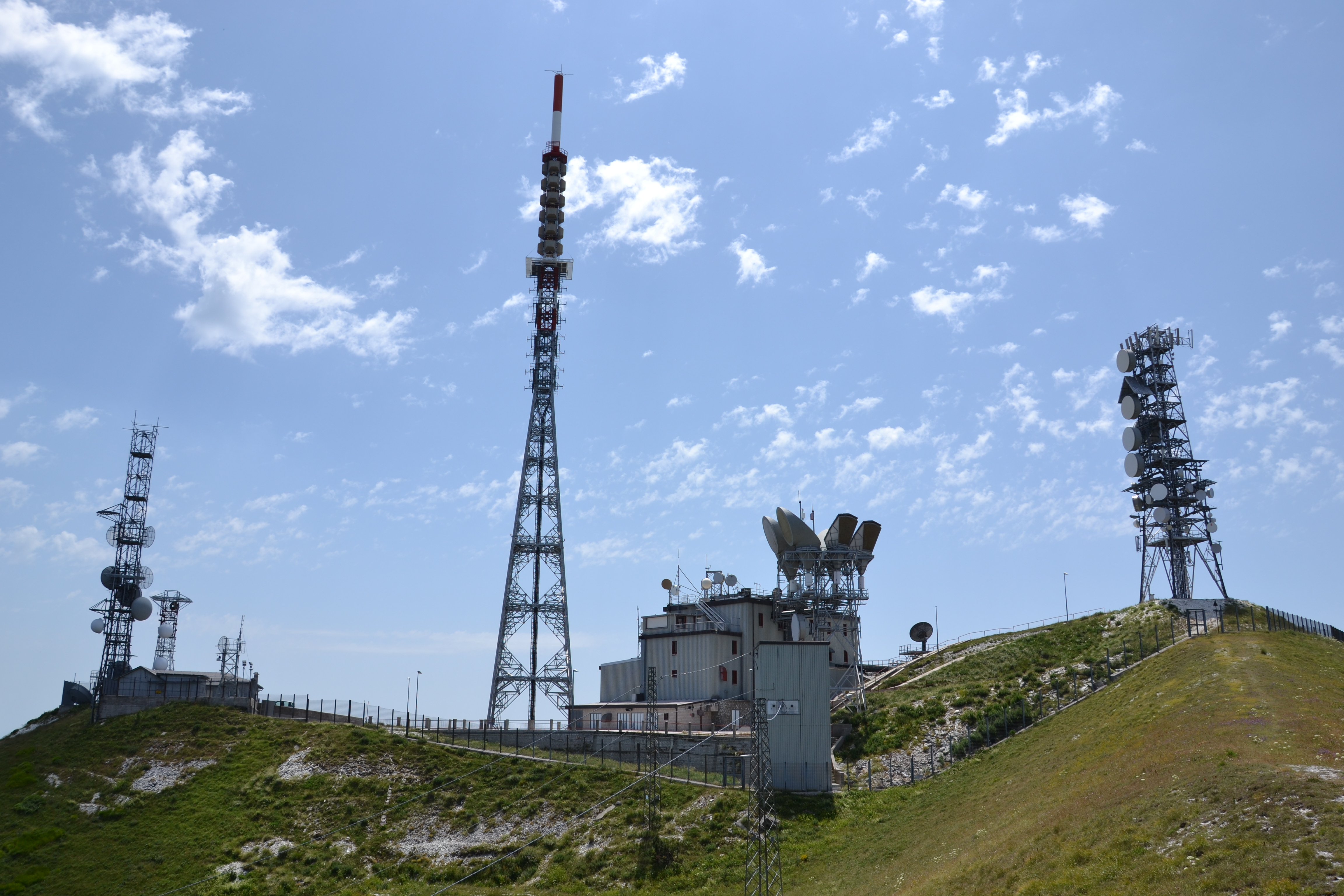
Alle Sender des Monte Nerone aufgenommen vom Süden
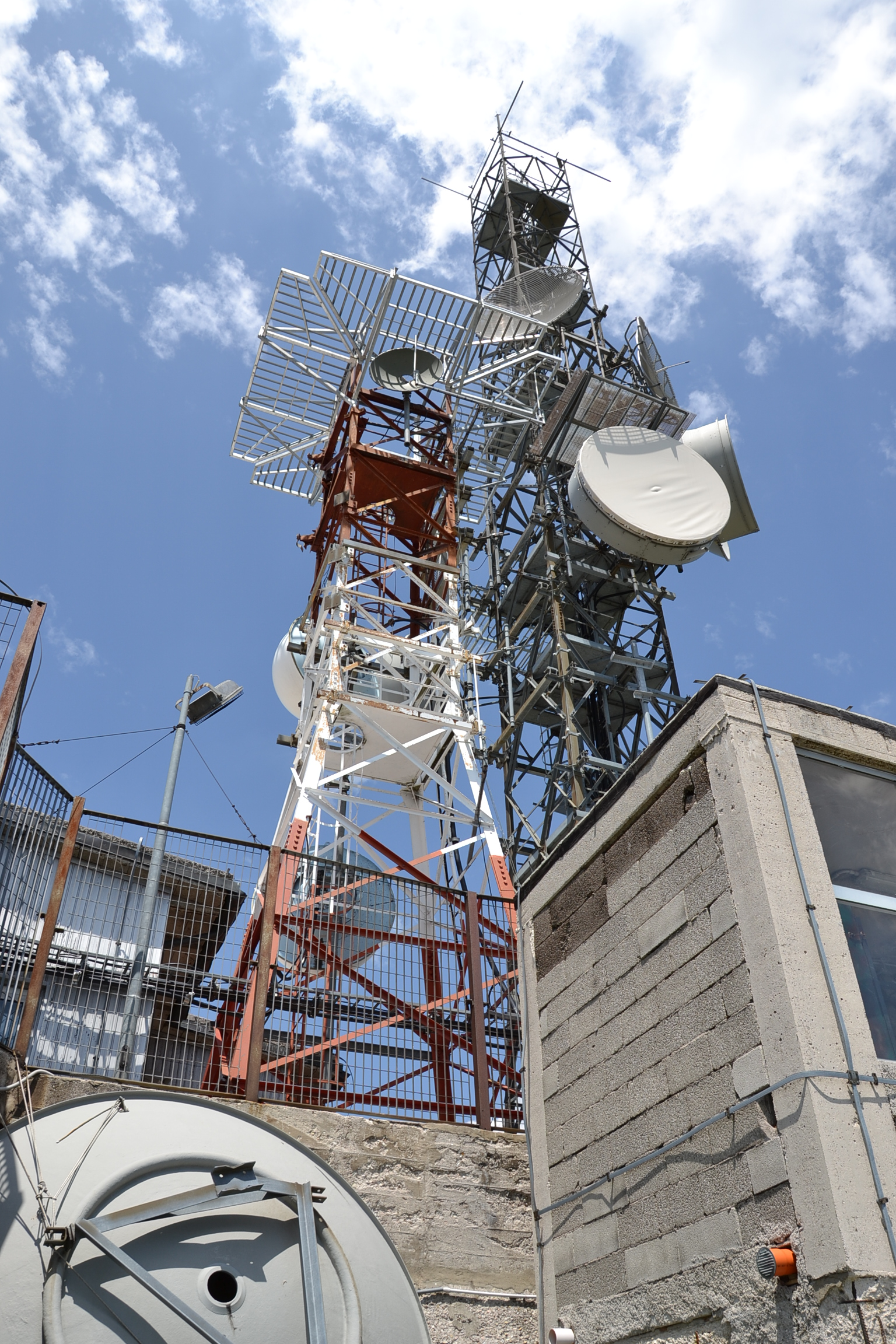
Sender der Armee im Detail vom Süden aufgenommen